# Kościół św. Trójcy w Lipnie
Kościół Świętej Trójcy – kościół parafialny należący do diecezji pomorsko-wielkopolskiej Kościoła Ewangelicko-Augsburskiego w RP.
Świątynia została wybudowana w latach 1865-1868. Poświęcono ją w dniu 8 grudnia 1868 roku. Kościół reprezentuje styl neogotycki. Budowlę zaprojektował architekt Wojciech Wawrzyniec Babiński.
Kościół został wzniesiony na planie prostokąta. Fasada świątyni jest ozdobiona szczytem, nad którym wznosi się ośmioboczna wieża. Wnętrze budowli jest nakryte płaski m sufitem. Nawa jest z trzech stron otoczona przez empory podparte filarami. Po obu stronach prezbiterium są umieszczone małe zakrystie, a ponad nimi znajdują się loże z otwartymi arkadami. Ołtarz, ambona i prospekt organowy reprezentują styl klasycystyczny, chrzcielnica i ławki - neogotycki.